# Simon von Jerusalem
Simon (auch Simon von Jerusalem; † nach 1115) war der erste bekannte Konstabler des Königreichs Jerusalem.
Er wird in zwei königlichen Urkunden, 1108 und 1115, als Symon ducis filius erwähnt. Er wird mit Simontos gleichgesetzt, den Anna Komnena als Gesandten König Balduins I. von Jerusalem nach Tripolis erwähnt, wo er 1108 byzantinische Botschafter empfing. Dort wird er als Vetter des Königs bezeichnet. Folglich war er womöglich ein Sohn von Herzog Heinrich von Niederlothringen und ein Enkel mütterlicherseits des Grafen Eustach I. von Boulogne.